# Kajmanen - B-filmarens revansch
Kajmanen - B-filmarens revansch (italienska: Il caimano) är en italiensk-fransk dramakomedi från 2006 i regi av Nanni Moretti.

## Utmärkelser
Filmen vann David di Donatello för bästa film 2006.

## Roller (urval)
- Silvio Orlando – Bruno Bonomo
- Margherita Buy – Paola Bonomo/Aidra
- Jasmine Trinca – Teresa
- Michele Placido – Marco Pulici / Silvio Berlusconi
- Nanni Moretti – sig själv / Silvio Berlusconi
- Giuliano Montaldo – Franco Caspio
- Antonio Luigi Grimaldi – produktionsledaren
- Paolo Sorrentino – Aidras man
- Elio De Capitani – Berlusconi i filmen "Il caimano"
- Jerzy Stuhr – Jerzy Sturovski
- Toni Bertorelli – journalist i filmen "Il caimano"
- Matteo Garrone – filmfotografen
- Anna Bonaiuto – ministern